# Бояджиев, Климент
Климент Евтимов Бояджиев (15 апреля 1861, Охрид, Македония — 15 июля 1933, София, Болгария) — болгарский военный деятель, генерал-лейтенант.

## Биография
Родился в 1861 году в Охриде, военное образование получил в военном училище в Софии (1883) и в Военной академии в Турине (1893). Служил в пехотных подразделениях болгарской армии.
Участвовал в сербско-болгарской войне, в Первой Балканской войне, командовал 4-й пехотной дивизией, провел ряд успешных операций против турецких войск. Особо отличился в битве при Чаталдже. Во время Второй Балканской войны командовал маневренной группой, в 1913 году стал военным министром Болгарии, в 1915 году назначен начальником генштаба.
С вступлением Болгарии в Первую мировую войну, Бояджиев назначен командующим 1-й армии. Участвовал в осенней кампании 1915 года по разгрому Сербии. В 1916 году под руководством Бояджиева болгарские войска вели активные боевые действия на Салоникском фронте.
В сентябре 1916 года был отправлен в отставку.
Умер в 1932 году в Софии.

## Награды
- Орден «За храбрость» II и III степени
- Орден «Святой Александр» II степени
- Орден «За военные заслуги» IV степени
- Орден «За заслуги»
- Орден Святого Станислава II степени (Россия)
- Османский золотой орден «Лиякат»
- Орден «Стара-планина» I степени с мечами (8 января 2013 года, посмертно)[1].